# Robert Cummings
Robert Cummings o Bob Cummings, pseudonimo di Charles Clarence Robert Orville Cummings (Joplin, 10 giugno 1910 – Woodland Hills, 2 dicembre 1990), è stato un attore statunitense.
Sul grande schermo fu principalmente attore brillante, ma si dimostrò abile interprete anche di alcuni film drammatici, tra cui vanno ricordati in particolare Sabotatori (1942) e Il delitto perfetto (1954), entrambi diretti da Alfred Hitchcock.
Gli sono state dedicate due stelle sulla Hollywood Walk of Fame: la prima, nella categoria Cinema, al 6816 dell'Hollywood Boulevard; la seconda, nella categoria Televisione, al 1718 di Vine Street.

## Biografia

### Gli esordi
Figlio di Charles Clarence Cummings, medico chirurgo, e di Ruth Annabelle Kraft, membro del movimento spirituale Scienza religiosa, nacque nello stato americano del Missouri (era, tra l'altro, nipote di uno dei Fratelli Wright, Orville). Studiò a Pittsburgh e successivamente all'Accademia Americana di Arti Drammatiche di New York; dopo una breve carriera a Broadway, presso il teatro Blade Stanhope Conway, approdò a Hollywood con il nome d'arte di Bruce Hutchens. Negli anni trenta recitò in alcuni ruoli minori con il suo nome di battesimo.

### Star di Hollywood
Cummings divenne una vera e propria star nel 1939, quando fu protagonista accanto a Deanna Durbin di Le tre ragazze in gamba crescono (1939). Tra le numerose commedie che interpretò durante gli anni quaranta, sono da ricordare Il diavolo si converte (1941) con Jean Arthur e Non c'è due... senza tre (1946) con Barbara Stanwyck. Dal 1938 al 1945 partecipò inoltre al serial radiofonico Those We Love, in onda sulla CBS, nel ruolo di David Adair, accanto a Richard Cromwell e Francis X. Bushman, quest'ultimo celebrità del cinema muto.
Ma le interpretazioni per cui Cummings è maggiormente ricordato furono proprio quelle in ruoli drammatici, in particolare in Delitti senza castigo (1942) accanto all'amico Ronald Reagan, e i due già citati gialli hitchcockiani Sabotatori (1942), in cui affiancò Priscilla Lane e Norman Lloyd, e Il delitto perfetto (1954) con Grace Kelly e Ray Milland. Recitò inoltre in Incontro nei cieli (1945), sceneggiato dalla scrittrice russa Ayn Rand.
Durante la Seconda guerra mondiale si arruolò nell'esercito degli Stati Uniti, divenendo poi pilota nella riserva della United States Air Force. In Prigionieri del cielo (1954) avrebbe dovuto recitare accanto a John Wayne (tra l'altro anche co-produttore della pellicola), nella parte del capitano Sullivan, in cui avrebbe potuto mettere a frutto le sue passate esperienze di volo; tuttavia il ruolo nel film fu poi ricoperto da Robert Stack, anche per volontà del regista William A. Wellman.

### In televisione
Cummings iniziò la sua lunga carriera televisiva nel 1952, anno in cui fu protagonista della commedia My Hero. Partecipò alla prima riduzione televisiva del celebre dramma La parola ai giurati di Reginald Rose, ricevendo per la sua interpretazione del giurato n. 8 (ruolo che fu poi di Henry Fonda nell'omonimo film) il Premio Emmy.
Dal 1955 al 1959 recitò nella sitcom della NBC The Bob Cummings Show (in seguito Love That Bob), con il ruolo di Bob Collins, ex-pilota militare divenuto apprezzato fotografo. Prese parte anche al sequel dello show, andato in onda nella stagione 1961-1962 e alla sitcom My Living Doll (1964), entrambe in onda sulla CBS.
Il suo ultimo ruolo televisivo di rilievo risale al 1973, quando recitò assieme a Lee Grant nel film per la TV Partners in Crime.

## Filmografia parziale

### Attore

#### Cinema
- Seasoned Greetings, regia di Roy Mack - non accreditato (1933)
- I figli del deserto (Sons of the Desert), regia di William A. Seiter - non accreditato (1933)
- The Virginia Judge, regia di Edward Sedgwick (1935)
- La rosa del sud (So Red the Rose), regia di King Vidor (1935)
- Millions in the Air, regia di Ray McCarey (1935)
- Desert Gold, regia di James P. Hogan (1936)
- Forgotten Faces, regia di Ewald André Dupont (1936)
- Border Flight, regia di Otho Lovering (1936)
- Three Cheers for Love, regia di Ray McCarey (1936)
- Hollywood Boulevard, regia di Robert Florey (1936)
- The Accusing Finger, regia di James Hogan (1936)
- Hideaway Girl, regia di George Archainbaud (1936)
- Arizona Mahoney, regia di James P. Hogan (1936)
- L'ultimo treno da Madrid (The Last Train from Madrid), regia di James P. Hogan (1937)
- Anime sul mare (Soul at Sea), regia di Henry Hathaway (1937)
- Sophie Lang Goes West, regia di Charles Reisner (1937)
- Un mondo che sorge (Wells Fargo), regia di Frank Lloyd (1937)
- Ritmi a scuola (College Swing), regia di Raoul Walsh (1938)
- You and Me, regia di Fritz Lang (1938)
- I texani (The Texans), regia di James P. Hogan (1938)
- Touchdown, Army, regia di Kurt Neumann (1938)
- I Stand Accused, regia di John H. Auer (1938)
- Le tre ragazze in gamba crescono (Three Smart Girls Grow Up), regia di Henry Koster (1939)
- The Under-Pup, regia di Richard Wallace (1939)
- Inferno dei tropici (Rio), regia di John Brahm (1939)
- Everything Happens at Night, regia di Irving Cummings (1939)
- Charlie McCarthy, Detective, regia di Frank Tuttle (1939)
- And One Was Beautiful, regia di Robert B. Sinclair (1940)
- Private Affairs, regia di Albert S. Rogell (1940)
- Parata di primavera (Spring Parade), regia di Henry Koster (1940)
- One Night in the Tropics, regia di A. Edward Sutherland (1940)
- Free and Easy, regia di George Sidney e, non accreditato, Edward Buzzell (1941)
- Il diavolo si converte (The Devil and Miss Jones), regia di Sam Wood (1941)
- Appuntamento a Miami (Moon over Miami), regia di Walter Lang (1941)
- La prima è stata Eva (It Startes with Eve), regia di Henry Koster (1941)
- Delitti senza castigo (Kings Row), regia di Sam Wood (1942)
- Sabotatori (Saboteur), regia di Alfred Hitchcock (1942)
- Frutto acerbo (Between Us Girls), regia di Henry Koster (1942)
- Per sempre e un giorno ancora (Forever and a Day), regia di Edmund Goulding e Cedric Hardwicke (1943)
- Sua Altezza è innamorata (Princess O'Rourke), regia di Norman Krasna (1943)
- Il carnevale della vita (Flesh and Fantasy), regia di Julien Duvivier (1943)
- Incontro nei cieli (You Came Along), regia di John Farrow (1945)
- Non c'è due... senza tre (The Bride Wore Boots), regia di Irving Pichel (1946)
- Incatenata (The Chase), regia di Arthur Ripley (1946)
- Solo il cielo lo sa (Heaven Only Knows), regia di Albert S. Rogell (1947)
- Gli amanti di Venezia (The Lost Moment), regia di Martin Gabel (1947)
- Donne e veleni (Sleep, My Love), regia di Douglas Sirk (1948)
- È tempo di vivere (Let's Live a Little), regia di Richard Wallace (1948)
- Delitto senza peccato (The Accused), regia di William Dieterle (1949)
- Il regno del terrore (Reign of Terror), regia di Anthony Mann (1949)
- Nessuna pietà per i mariti (Tell It to the Judge), regia di Norman Foster (1949)
- Quella meravigliosa invenzione (Free for All), regia di Charles Barton (1949)
- La mia vita per tuo figlio (Paid in Full), regia di William Dieterle (1950)
- Ogni anno una ragazza (The Petty Girl), regia di Henry Levin (1950)
- Si può entrare? (For Heaven's Sake), regia di George Seaton (1950)
- L'avventuriero delle Ande (The Barefoot Mailman), regia di Earl McEvoy (1951)
- La prima volta (The First Time), regia di Frank Tashlin (1952)
- Il bisbetico domato (Marry Me Again), regia di Frank Tashlin (1953)
- Un pizzico di fortuna (Lucky Me), regia di Jack Donohue (1954)
- Il delitto perfetto (Dial M for Murder), regia di Alfred Hitchcock (1954)
- Scandalo al collegio (How to Be Very, Very Popular), regia di Nunnally Johnson (1955)
- La mia geisha (My Geisha), regia di Jack Cardiff (1962)
- Vacanze sulla spiaggia (Beach Party), regia di William Asher (1963)
- L'uomo che non sapeva amare (The Carpetbaggers), regia di Edward Dmytryk (1964)
- La signora e i suoi mariti (What a Way to Go!), regia di J. Lee Thompson (1964)
- Spogliarello per una vedova (Promise Her Anything), regia di Arthur Hiller (1965)
- I 9 di Dryfork City (Stagecoach), regia di Gordon Douglas (1966)
- I cinque draghi d'oro (Five Golden Dragons), regia di Jeremy Summers (1967)

#### Televisione
- General Electric Theater – serie TV, episodio 5x27 (1957)
- Ai confini della realtà (The Twilight Zone) – serie TV, episodio 2x01 (1960)
- The Dick Powell Show – serie TV, episodio 2x30 (1963)
- La grande avventura (The Great Adventure) – serie TV, episodio 1x19 (1964)

### Regista
- The Bob Cummings Show (1957-1959)

## Riconoscimenti
- Hollywood Walk of Fame
  - Categoria Cinema al 6816 dell'Hollywood Boulevard
  - Categoria Televisione al 1718 di Vine Street
- Primetime Emmy Awards
  - 1959 – Candidatura come migliore attore protagonista in una serie commedia per The Bob Cummings Show
  - 1958 – Candidatura come migliore attore protagonista in una serie commedia per The Bob Cummings Show
  - 1957 – Candidato come migliore attore protagonista in una serie commedia per The Bob Cummings Show
  - 1956 – Candidato come migliore attore protagonista in una serie commedia per The Bob Cummings Show
  - 1955 – Migliore attore protagonista in una miniserie o film per l'episodio Twelve Angry Men della serie Studio One
  - 1955 – Candidatura come Best Actor Starring in a Regular Series per My Hero

## Doppiatori italiani
- Giuseppe Rinaldi in La rosa del sud, Delitto senza peccato, La mia geisha, Spogliarello per una vedova
- Gianfranco Bellini in La prima è stata Eva, La signora e i suoi mariti, I 9 di Dryfork City
- Stefano Sibaldi in Il carnevale della vita, Donne e veleni, Il delitto perfetto
- Augusto Marcacci in Il regno del terrore, Un pizzico di fortuna
- Ivo Garrani in Sabotatori
- Adolfo Geri in Incatenata
- Cesare Barbetti in L'uomo che non sapeva amare
- Luca Ward in Sabotatori (ridoppiaggio)